# توکیو ۸ ریشتر
توکیو ۸ ریشتر (ژاپنی: 東京マグニチュード8.0، هپبورن: Tōkyō Magunichūdo 8.0) یک مجموعه تلویزیونی انیمه ژاپنی است که توسط فوجی تلویژن، آسمیک ایس، سونی موزیک انترتیمنت ژاپن، دنتسو، بونز و کینما سیتروز ساخته شده است.
در سال ۲۰۰۹، توکیو ۸ ریشتر برنده جایزه عالی در سیزدهمین جشنواره هنرهای رسانه‌ای ژاپن شد.

## داستان
پس از زمین‌لرزه‌ای عظیم در ۲۵ کیلومتری توکیو به بزرگی ۸ ریشتر، خواهر و برادری نوجوان به نام‌های میرای و یوکی که در ابتدای تعطیلات تابستانی خود از نمایشگاه ربات در اودایبا بازدید می‌کردند، برای رسیدن به والدین‌شان در خانۀ خود در ستاگایا تلاش می‌کنند. با کمک یک خانم پیک موتوری به نام ماری، که در تلاش است تا به دختر و مادرش در سانگنجایا برسد، هر سه با هم، تمام تلاش خود را می‌کنند تا به خانه برگردند.

## برخورد
توکیو ۸ ریشتر برنده جایزه عالی در بخش انیمیشن در سیزدهمین جشنواره هنرهای رسانه‌ای ژاپن در سال ۲۰۰۹ شد.